# Quận Tazewell, Virginia
Quận Tazewell là một quận thuộc tiểu bang Virginia, Hoa Kỳ.
Quận này được đặt tên theo. Theo điều tra dân số của Cục điều tra dân số Hoa Kỳ năm 2000, quận có dân số 44.598 người. Quận lỵ đóng ở Tazewell6.

## Địa lý
Theo Cục điều tra dân số Hoa Kỳ, quận có diện tích km2, trong đó có km2 là diện tích mặt nước.

## Thông tin nhân khẩu
Theo điều tra dân số 2 năm 2000, quận đã có dân số 44.598 người, 18.277 hộ và 13.232 gia đình sống trong quận hạt. Mật độ dân số là 86 người trên một dặm vuông (33/km ²). Có 20.390 đơn vị nhà ở với mật độ trung bình là 39 trên một dặm vuông (15/km ²). Cơ cấu chủng tộc của dân cư quận bao gồm 96,16% người da trắng, 2,29% da đen hay Mỹ gốc Phi, 0,17% người Mỹ bản xứ, 0,61% ở châu Á, 0,16% từ các chủng tộc khác, và 0,62% từ hai hoặc nhiều chủng tộc. 0,51% của dân số gốc Tây Ban Nha hoặc La tinh của một chủng tộc nào.
Có 18.277 hộ, trong đó 28,70% có trẻ em dưới 18 tuổi sống chung với họ, 58,20% là đôi vợ chồng sống với nhau, 10,80% có nữ hộ và không có chồng, và 27,60% là các gia đình không. 25,20% hộ gia đình đã được tạo ra từ các cá nhân và 11,90% có người sống một mình 65 tuổi hoặc lớn tuổi hơn là người. Cỡ hộ trung bình là 2,40 và cỡ gia đình trung bình là 2,85.
Trong quận, cơ cấu tuổi dân cư đã được trải ra với 21,40% dưới độ tuổi 18, 8,40% 18-24, 27,20% 25-44, 27,50% từ 45 đến 64, và 15,50% từ 65 tuổi trở lên đã được những người. Độ tuổi trung bình là 41 năm. Đối với mỗi 100 nữ có 92,00 nam giới. Đối với mỗi 100 nữ 18 tuổi trở lên, đã có 88,70 nam giới.
Thu nhập trung bình cho một hộ gia đình trong quận đạt 27.304 đô la Mỹ, và thu nhập trung bình cho một gia đình là 33.732 đô la Mỹ. Phái nam có thu nhập trung bình 28.780 USD so với 19.648 USD của phái nữ. Thu nhập bình quân đầu người là 15.282 USD. Có 11,70% gia đình và 15,30% dân số sống dưới mức nghèo khổ, bao gồm 20,30% những người dưới 18 tuổi và 13,90% của những người 65 tuổi hoặc hơn.